# Seč (Lipová)
Seč je malá vesnice, část obce Lipová v okrese Prostějov. Nachází se asi 1,5 km na východ od Lipové. V roce 2009 zde bylo evidováno 358 adres. V roce 2001 zde trvale žilo 104 obyvatel.
Seč leží v katastrálním území Seč u Lipové o rozloze 3,22 km2.

## Název
Jméno vesnice je totožné se starým obecným sěč (ženského rodu) - "vysekané místo, mýtina".

## Historie
První písemná zmínka o obci pochází z roku 1707.
Vůbec prvním učitelem v obci byl místní švec Martin Burget, který děti učitl číst a psát u sebe doma již mezi lety 1793-1829. Školní budova byla v Seči postavena v letech 1863-1864 vlastním nákladem obce. Ve školním roce 1934/1935 do ní chodilo 47 žáků, poslední školní rok byl 1966/1967, kdy byla ve škole jedna vyučující a 12 žáků.
V první světové válce padli dva občané, tři zemřeli a šest jich bylo prohlášeno nezvěstnými. Na jejich počest byl u kapličky postaven památník.
V roce 1921 stálo v Seči 44 domů, ve kterých žilo 266 obyvatel.
Podle sčítání z konce roku 1930 bylo v obci 256 obyvatel a 9 cizinců, z toho 122 mužů a 134 žen, kteří žili ve 45 obytných domech.
Do roku 1960 byla Seč samostatnou obcí patřící pod okres Prostějov. V roce 1960 došlo ke sloučení tří do té doby samostatných obcí Lipová, Hrochov a Seč v jeden celek.
Od konce 60. let probíhala na území vesnice rozsáhlá chatová výstavba. K roku 1970 jich v jejím okolí stálo již 43.
K roku 1970 žilo ve vesnici 165 osob, z toho 71 mužů a 94 žen. Ve vesnici se nacházelo 55 domů, ale 10 z nich bylo trvale neobývaných či určených k demolici.

## Obyvatelstvo

### Struktura
Vývoj počtu obyvatel za celou obec i za jeho jednotlivé části uvádí tabulka níže, ve které se zobrazuje i příslušnost jednotlivých částí k obci či následné odtržení.
| Místní části   | Místní části | 1869 | 1880 | 1890 | 1900 | 1910 | 1921 | 1930 | 1950 | 1961 | 1970 | 1980 | 1991 | 2001 | 2011 |
| -------------- | ------------ | ---- | ---- | ---- | ---- | ---- | ---- | ---- | ---- | ---- | ---- | ---- | ---- | ---- | ---- |
| Počet obyvatel | část Seč     | 328  | 339  | 338  | 345  | 279  | 266  | 255  | 173  | 196  | 165  | 136  | 108  | 104  | 110  |
| Počet domů     | část Seč     | 38   | 39   | 42   | 42   | 44   | 44   | 46   | 51   | 0    | 45   | 43   | 55   | 55   | 61   |

## Pamětihodnosti
Uprostřed vesnice stojí kaple sv. Martina. Ta byla postavena v 2. polovině 19. století. V říjnu 1917 z ní byl pro potřeby Rakousko-Uherského vojska odebrán zvon. Památkově chráněná je od 3.5.1958.

## Občanská vybavenost
Rozhlas byl v obci uveden do provozu až v roce 1958, do té doby byly novinky v obci vyhlašovány jako poslední v okrese pomocí obecního bubnu.
Kanalizace se ve vesnici budovala v rámci akcí Z mezi léty 1965 - 1967.
V roce 1926 byly v obci dva hostince, dolní v č.p. 35 a horní č.p. 10, v němž se nacházel sál, ve kterém se promítaly filmy a hrálo divadlo. Horní hostinec byl znárodněn roku 1962 a byla do něj umístěna prodejna smíšeného zboží, pro kterou byla později postavena samostatná budova v sousedství. Dolní hostinec byl po roce 1990 obnoven, ale v roce 2017 již svoji funkci neplní a vesnice je tak bez pohostinství.

## Přírodní poměry
Pod vesnicí protéká říčka Okluka, jak se nazývá vrchní tok řeky Hloučely. Na katastru vesnice se stáčí z původně severního směru na jižní, čímž obepíná hřeben zvaný Kozí hřbet.
Středem vesnice protékal potok, který byl však sveden do potrubí, jenž v současnosti zásobuje požární nádrž. Ta byla vybagrována a obezděna roku 1969 a následně vyspravena a proti prosakování zabezpečena v polovině 80. let.

## Zemědělství
Ustanovující schůze k založení JZD proběhla v obci až 27.3.1959, hospodařit v družstvu III. typu se začalo 6.7.1959, ke sloučení do jednoho celku spadajícího pod Lipovou došlo roku 1961.

## Doprava
Na začátku 20. století se občané dopravovali do Prostějova vlakem na Stražisko, kam docházeli pěšky. První autobusové spojení začalo jezdit roku 1926 a to v intervalo třikrát týdně na trase Prostějov - Horní Štěpánov. V zimě tohoto roku došlo k přerušení tohoto spoje z důvodu nefunkčnosti autobusu, ovšem již další rok je zavedena pravidelná autobusová linka Prostějov - Protivanov.

## Fotogalerie

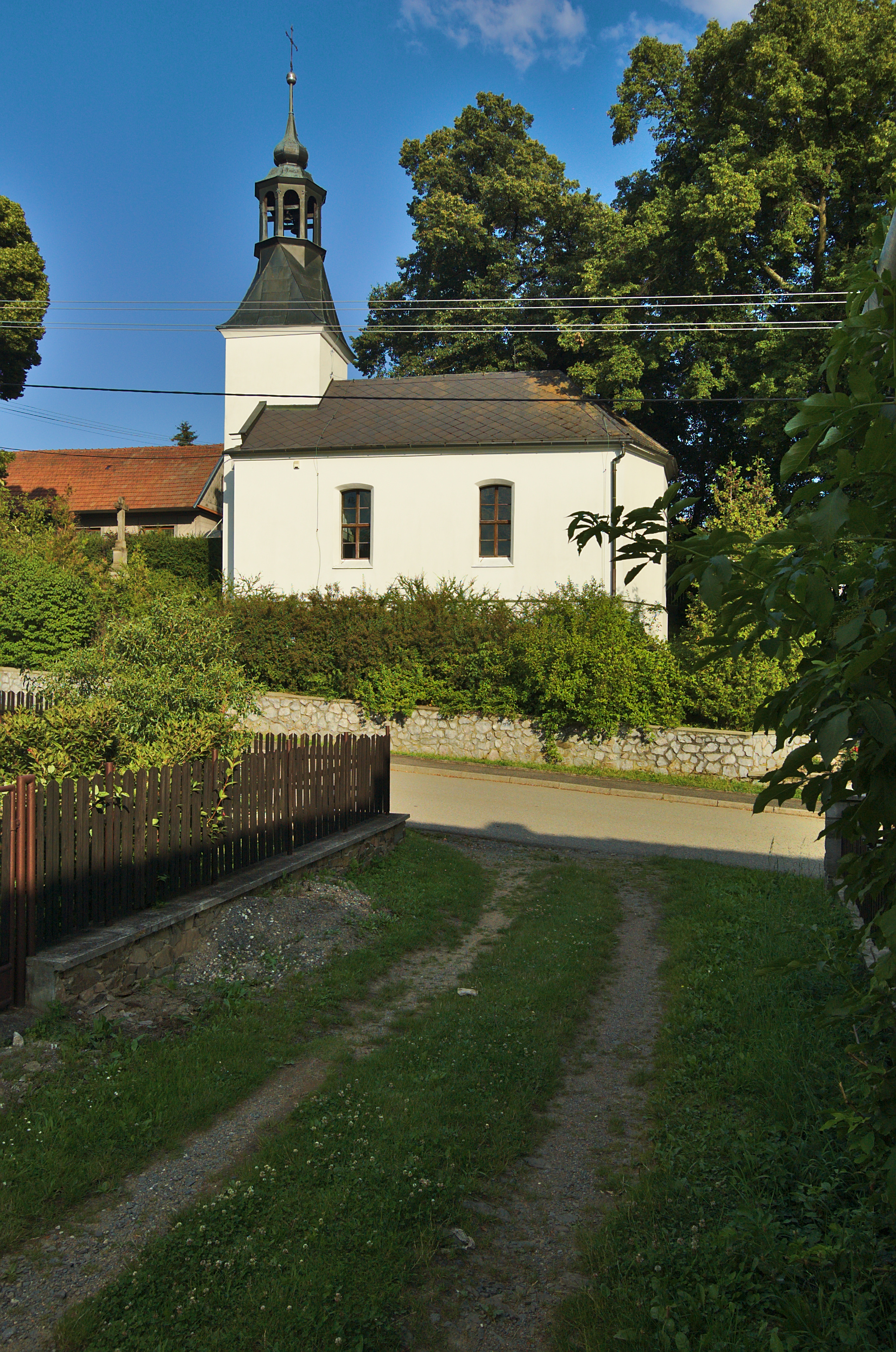
Kaple svatého Martina
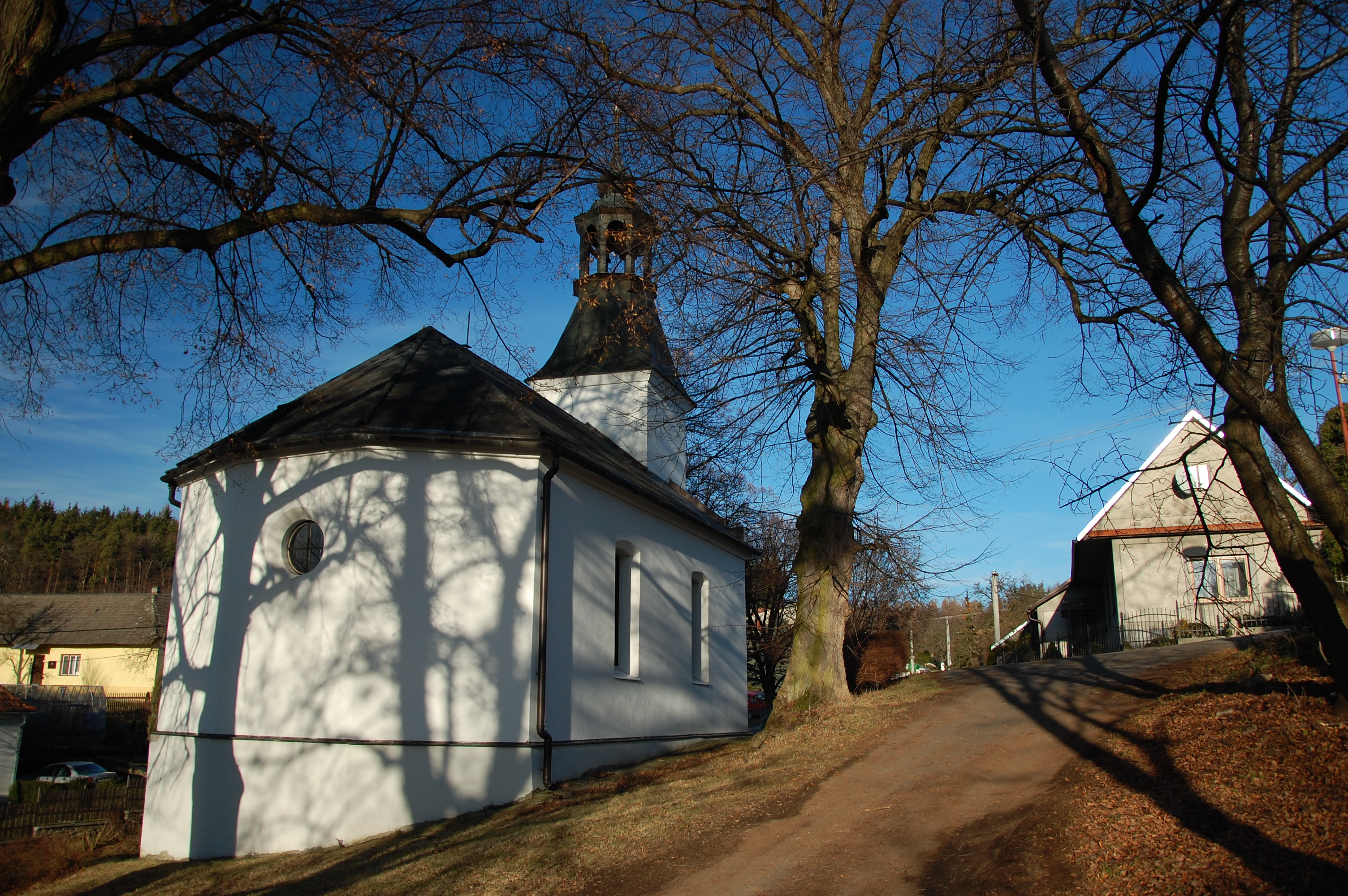
Kaple svatého Martina
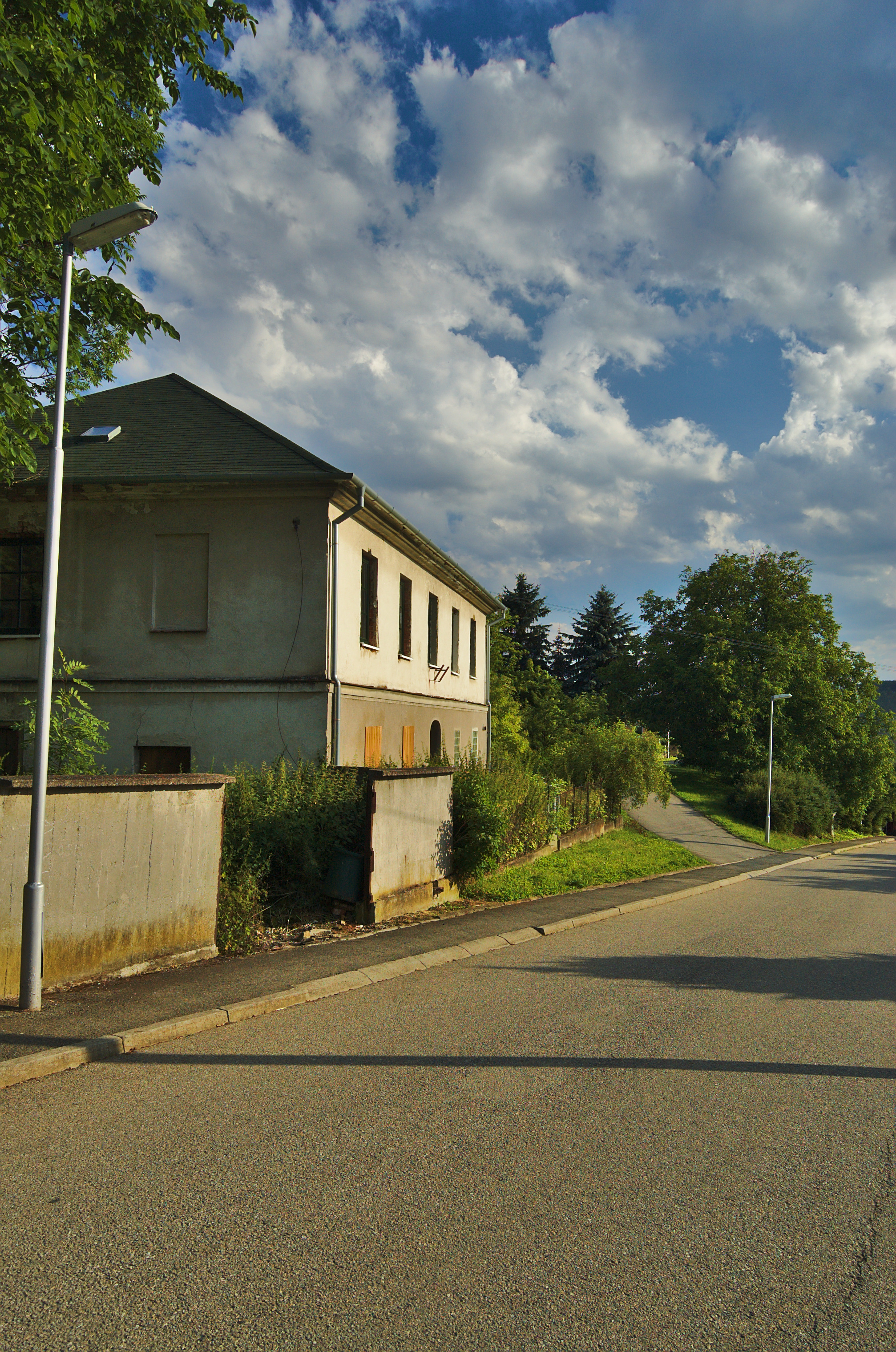
Bývalá škola
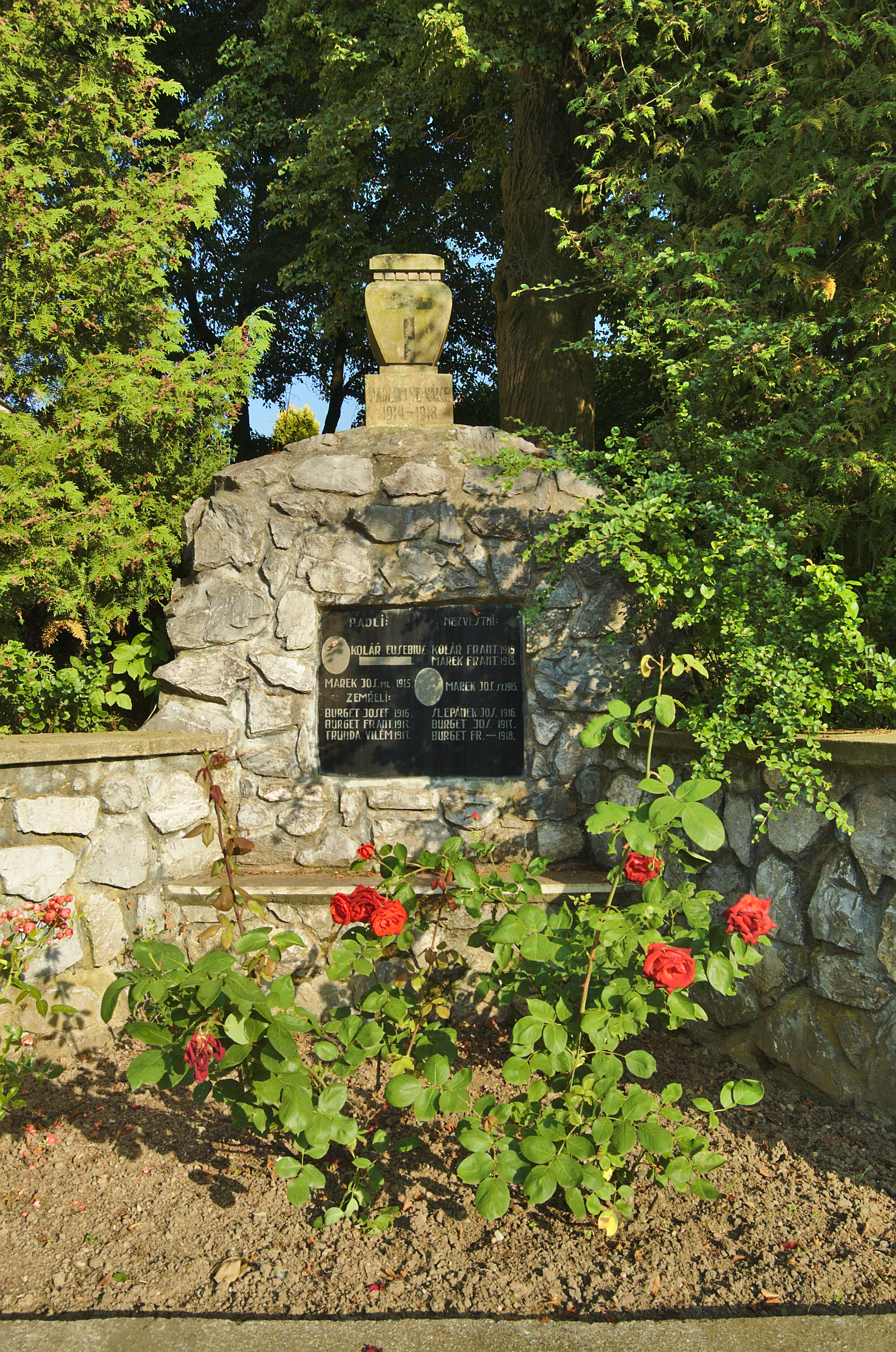
Památník obětem první světové války
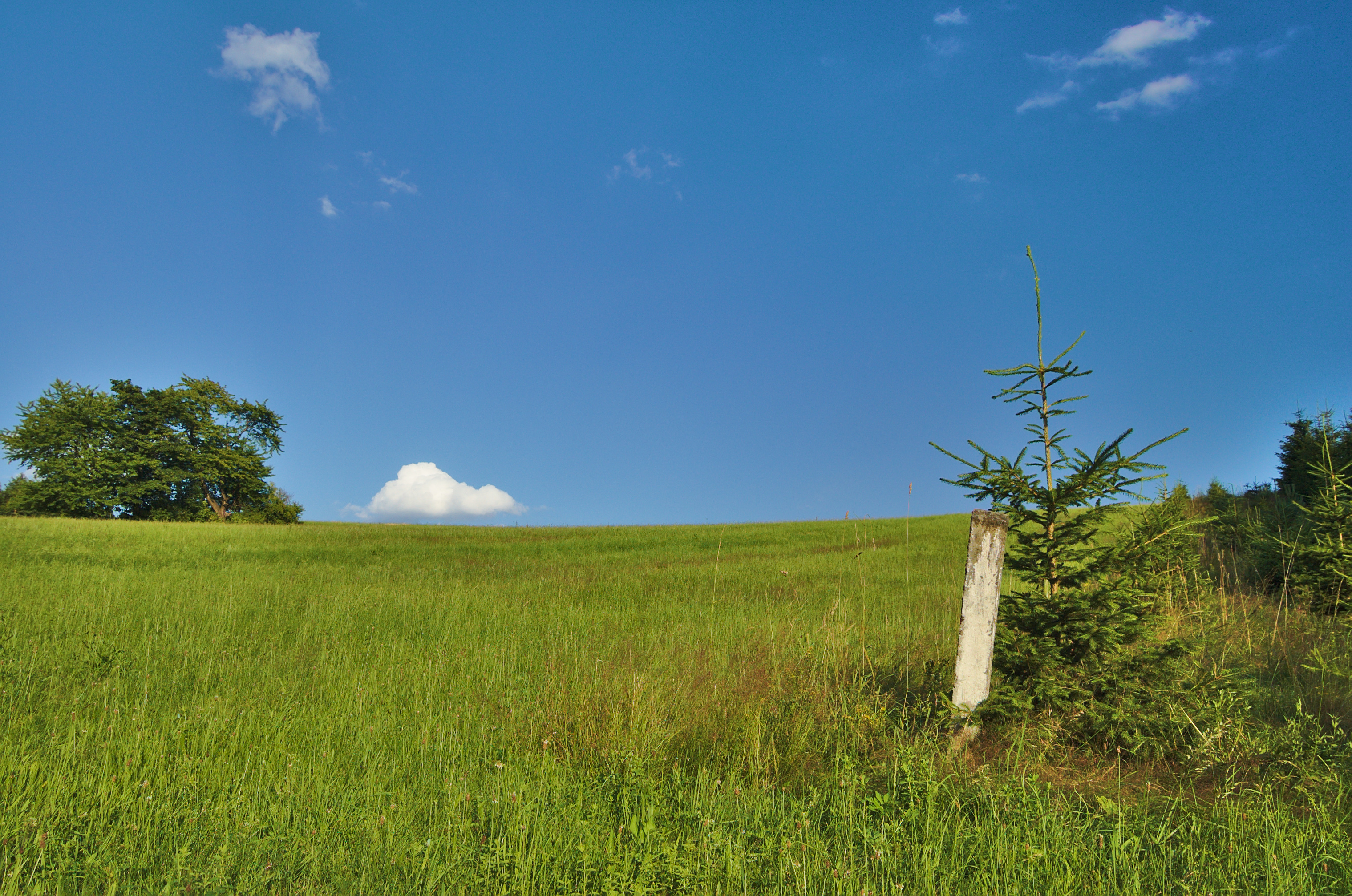
Louka v lokalitě "Za Humny"
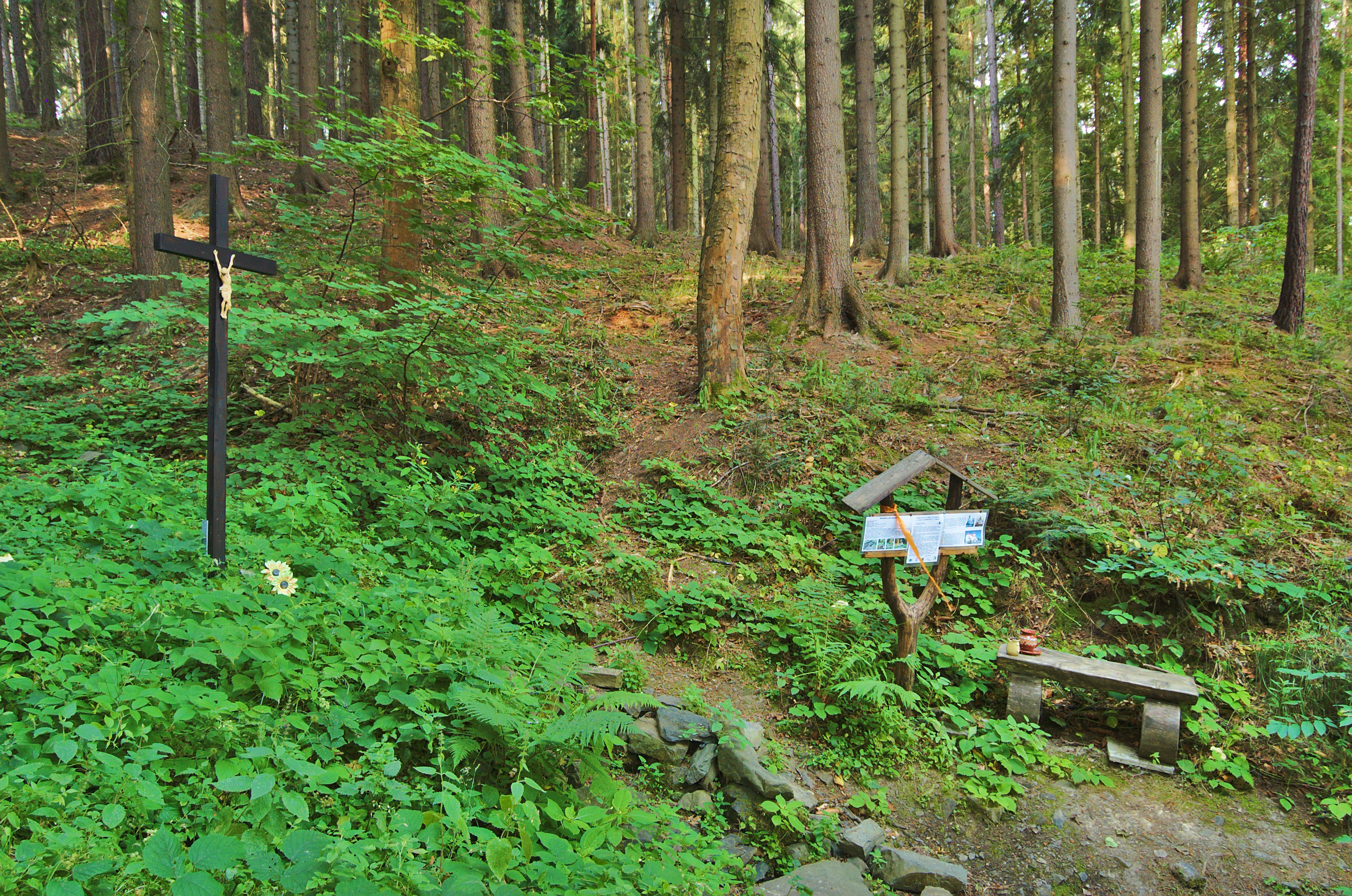
Kříž u studánky na Sečské kostelní cestě v blízkosti Jednovského mlýna